# 山口タオ
山口 タオ　（本名：山口隆夫）は、日本のショートショート小説家、童話作家。出前授業講師。

## 略歴
兵庫県生まれ、東京都在住。東京大学工学部都市工学科卒。
代表作品は、童話「のらねこソクラテス」シリーズ、スローブック『このすばらしい世界』、『もしも日本人がみんな米つぶだったら』、諺パロディ集『ことわざおじさん』、ショートショート集『白のショートショート』『黒のショートショート』。

## 受賞歴
- 1983年 - 『二十歳になったら』で星新一ショートショート・コンテスト入賞。
- 1985年 - 『ふられ薬』で星新一ショートショート・コンテスト最優秀作。
- 1997年 - 『カゼをひいた町』で宝塚ファミリーランド童話コンクール特賞。
- 2000年 - 『雨の日のお客さま』でほのぼの童話館大賞。
- 2000年 - 『地球のかけら』で第9回小川未明文学賞優秀賞。

## 著書
- 『ゾウイルカラスがやってくる』（国土社） 1990年
- 『もっと人類を愛そう』（集英社） 1991年
- 『さようならニッポン』（国土社） 1996年
- 『やあ / フレンドブック』（岩崎書店） 1998年
- 『ラッキー / フレンド・ブック 2』（岩崎書店） 1998年
- 『だめ犬フーフー』（佼成出版社） 1999年
- 『このすばらしい世界 - ロバが語った宇宙飛行士の話』（講談社） 2002年
- 『想像力のテキスト - あなたのいるところ 』（講談社） 2003年
- 『もしも日本人がみんな米つぶだったら』（講談社） 2004年
- 『ことばかくれんぼ』（岩崎書店） 2010年
- 『ことわざおじさん』（ポプラ社） 2013年
- 『7分間でゾッとする7つの話』（講談社） 2015年
- 『ロケットじどうはんばいき - 快足スプレー』（講談社） 2016年
- 『白のショートショート - ふられ薬』（講談社） 2018年
- 『黒のショートショート - 地球人が微笑む時』（講談社） 2018年

### 「のらねこソクラテス」シリーズ
- 『のらねこソクラテス』（岩崎書店） 1995年
- 『ソクラテスほえる』（岩崎書店） 1997年
- 『ソクラテスわらう』（岩崎書店） 1998年
- 『ソクラテス耳をすます』（岩崎書店） 1999年
- 『ソクラテスつかまる』（岩崎書店） 2001年
- 『ソクラテス学校へ行く』（岩崎書店） 2009年